# Ádzsmír
Ádzsmír vagy Adzsmér (hindiül: अजमेर, angolul: Ajmer) város India ÉNy-i részén, Rádzsasztán államban. A Thár-sivatag DK-i szélén fekszik. Lakossága 543 ezer fő volt 2011-ben.
Ipari és kereskedelmi központ.
| 2011 | 542 321 |

## Látnivalók
A város az egész indiai szubkontinensen híres a Dargáh Saríf muzulmán szentélyről, a nagy szúfi szent, Khvádzsá Muinuddín Csistí síremlékéről. 
- A Dargáh-komplexum a város délnyugati részében található, és önmaga is egy város, amelynek szívében a márványkupolás sír áll. Van benne bazár, két márványmecset, amelyek a 16. és 17. században épültek. Zarándokok milliói jönnek ide minden októberben az Ursz-ünnepségre, a szent halálának évfordulóján.
- A Dargáh Saríftól nyugatra fekszik az Arhái Din ká Dzshónprá mecset. Ezt az eredetileg hindu templomot 1193-ban alakították mecsetté. A középkori India egyik legszebb műemléke.
- A Station Road mellett áll egy vörös homokkő palota, a Daulat Kháná (Akbar-palotaerőd), ahol 1610-ben Dzsahángír császár első ízben találkozott a brit uralkodó indiai követével.
- A Rádzsputána Múzeum Akbar palotaerődjében van és műtárgyai között 4. és 12. század közötti szobrokat találunk.
- Az óváros szívében van a Naszijan dzsaina templom (Soniji Ki Nasiyan Mandir)
- A város DNy-i csücskében van a Mayo College, India egyik legjobb oktatási intézménye, az épület az indo-szaracén építészet szép példája.
- Az Anaszágar-tó körül, a várostól ÉNy-ra elegáns márványpavilonok vannak, amelyeket Sáh Dzsahán emeltetett a 17. században. A tó az ornitológusok paradicsoma. A halászsason kívül egyéb ritka madárfajok is otthonra leltek itt.
- A várostól északra, a Beetly Hill csúcsán áll a romos, 12. századi Tárágarh-erőd, amely gyönyörű kilátást nyújt a városra és a környékére.

A városhoz közeli Puskár szintén vonzza a turistákat és a zarándokokat. Míg Ádzsmír muszlim zarándokhely, Puskár a hinduké.

## Galéria

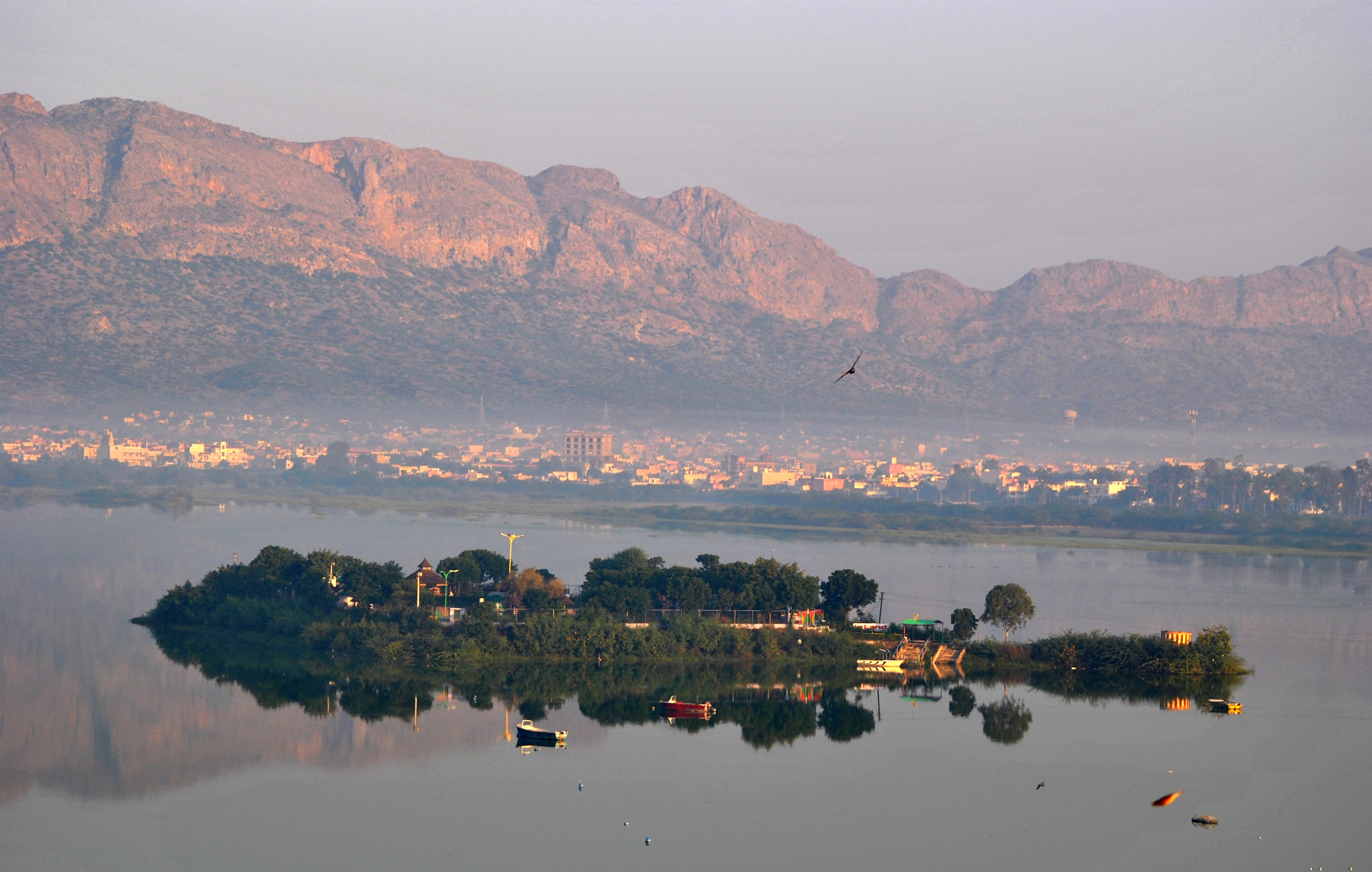
Ádzsmír
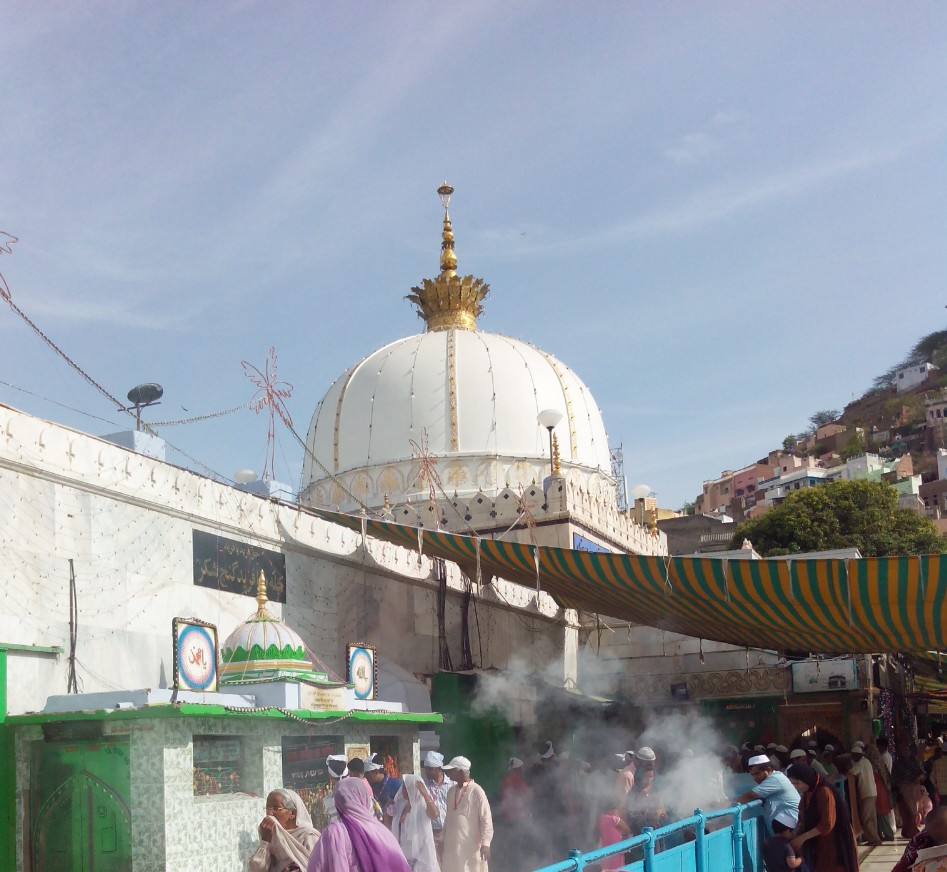
Dargáh Saríf
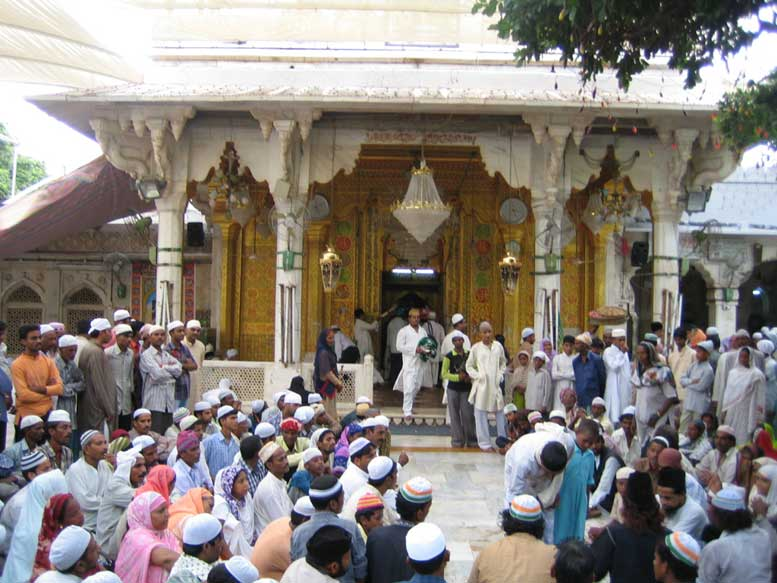
Dargáh Saríf
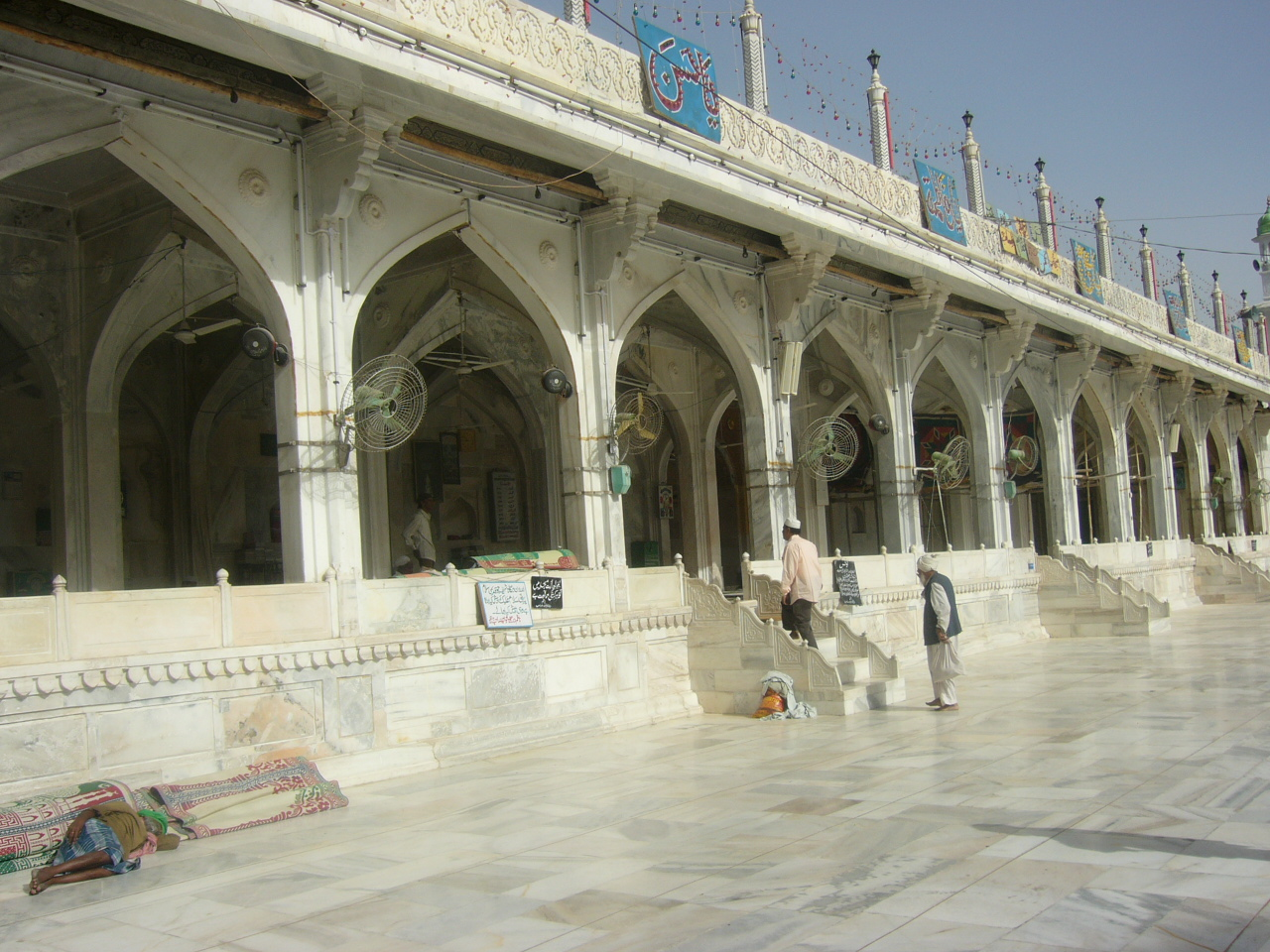
A Dargáh-komplexum része
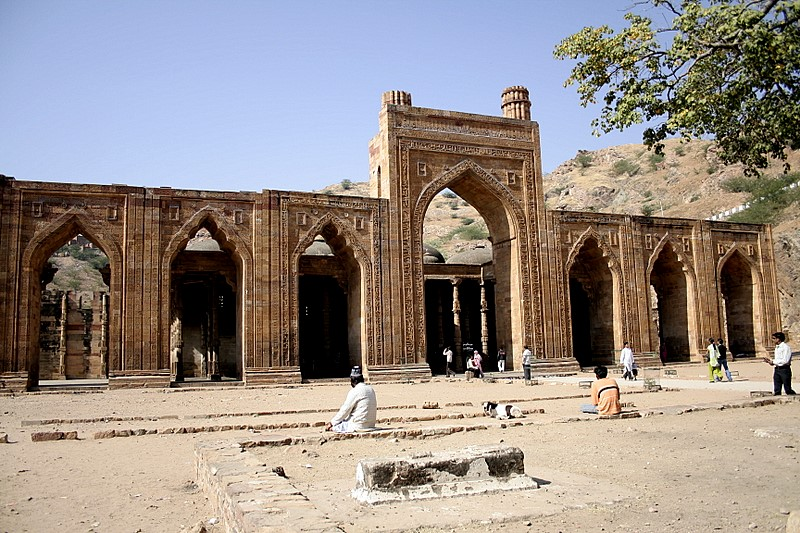
Arhái Din ká Dzshónprá mecset
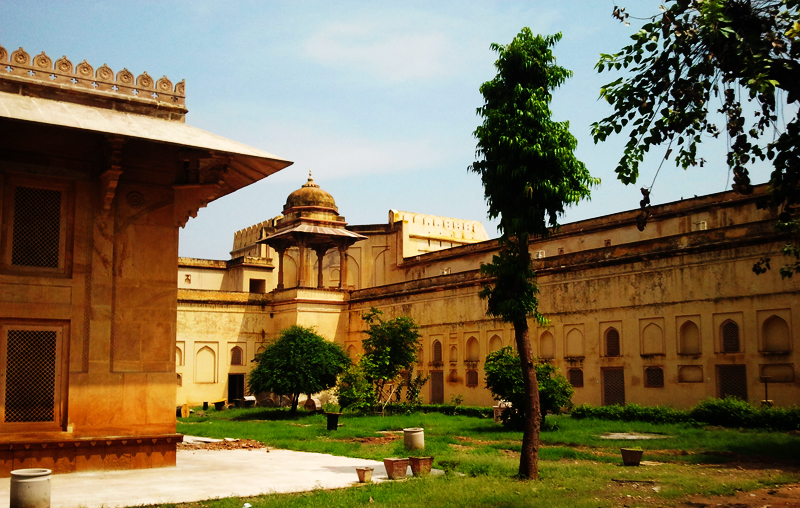
Akbar-palotaerőd
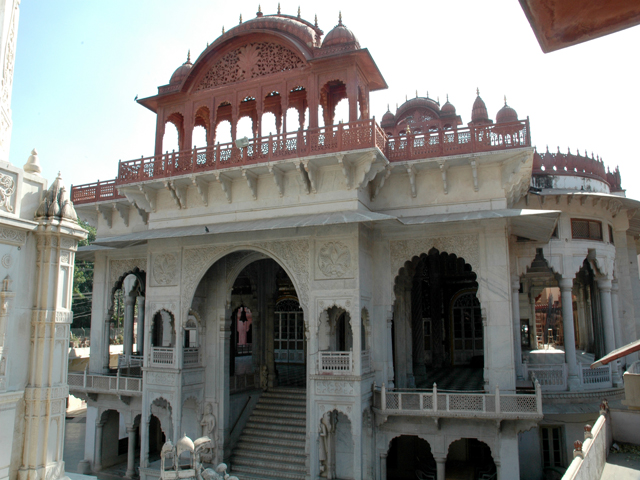
Naszijan dzsaina templom
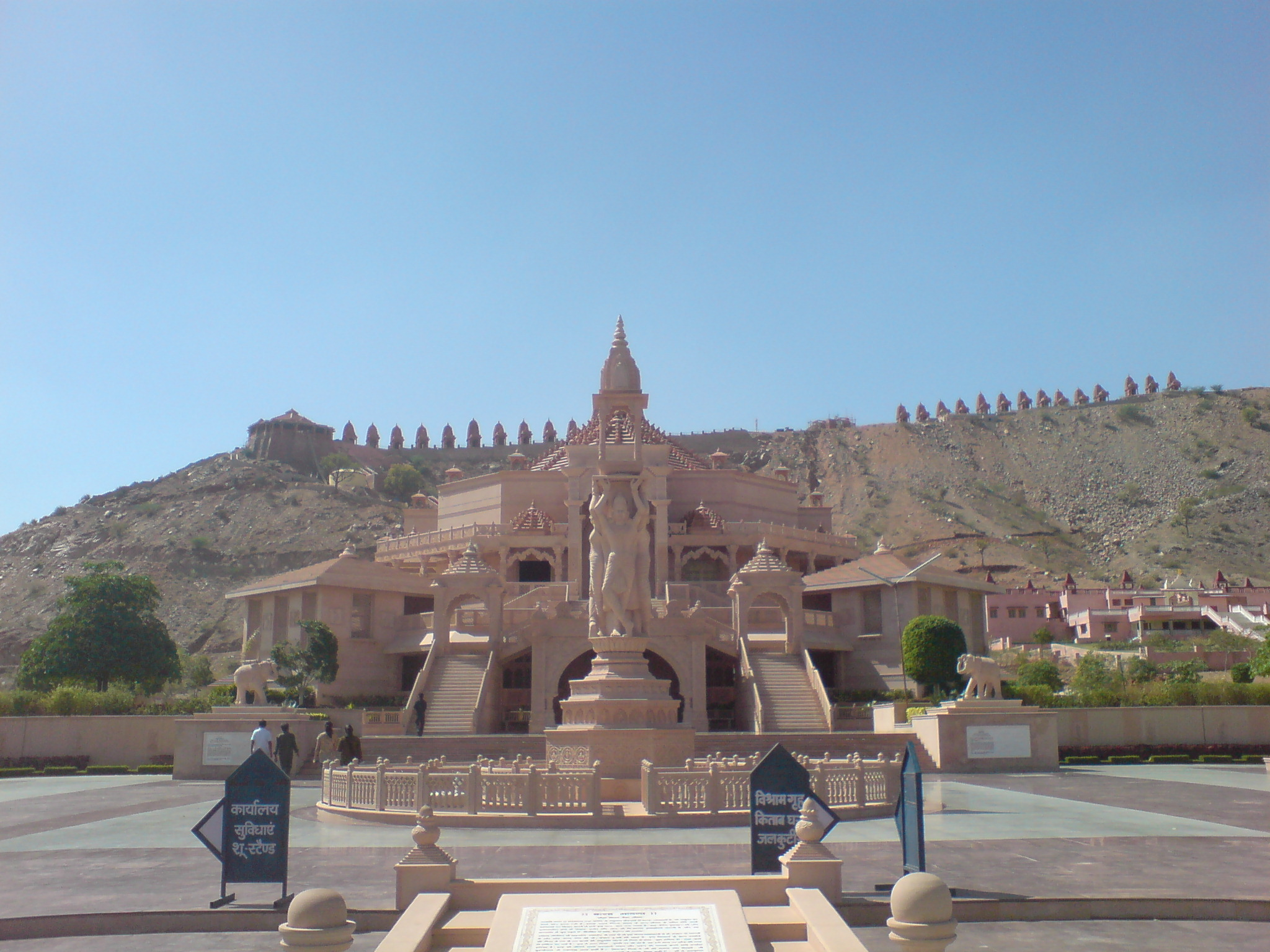
Nareli dzsaina templom
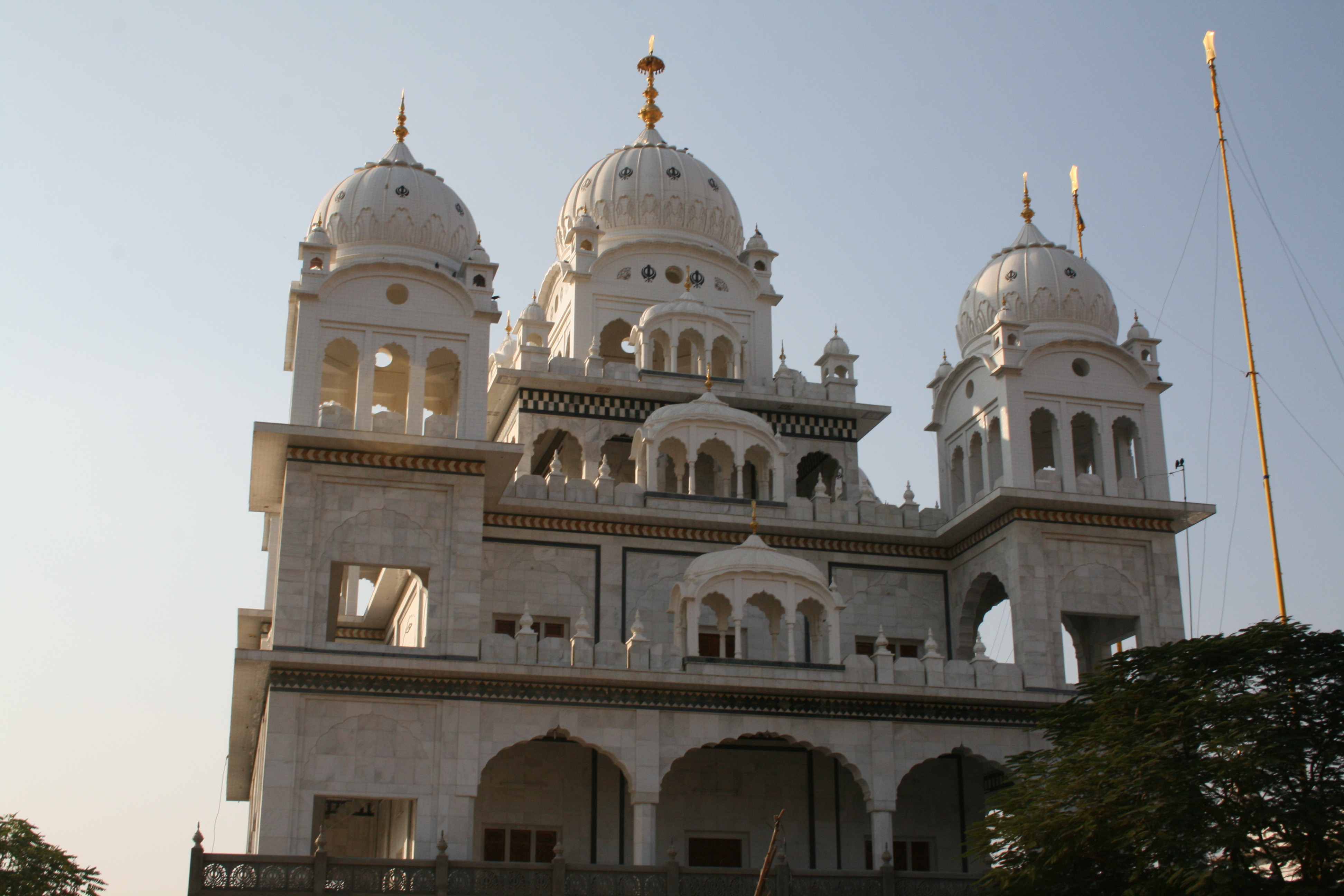
Brahma-templom
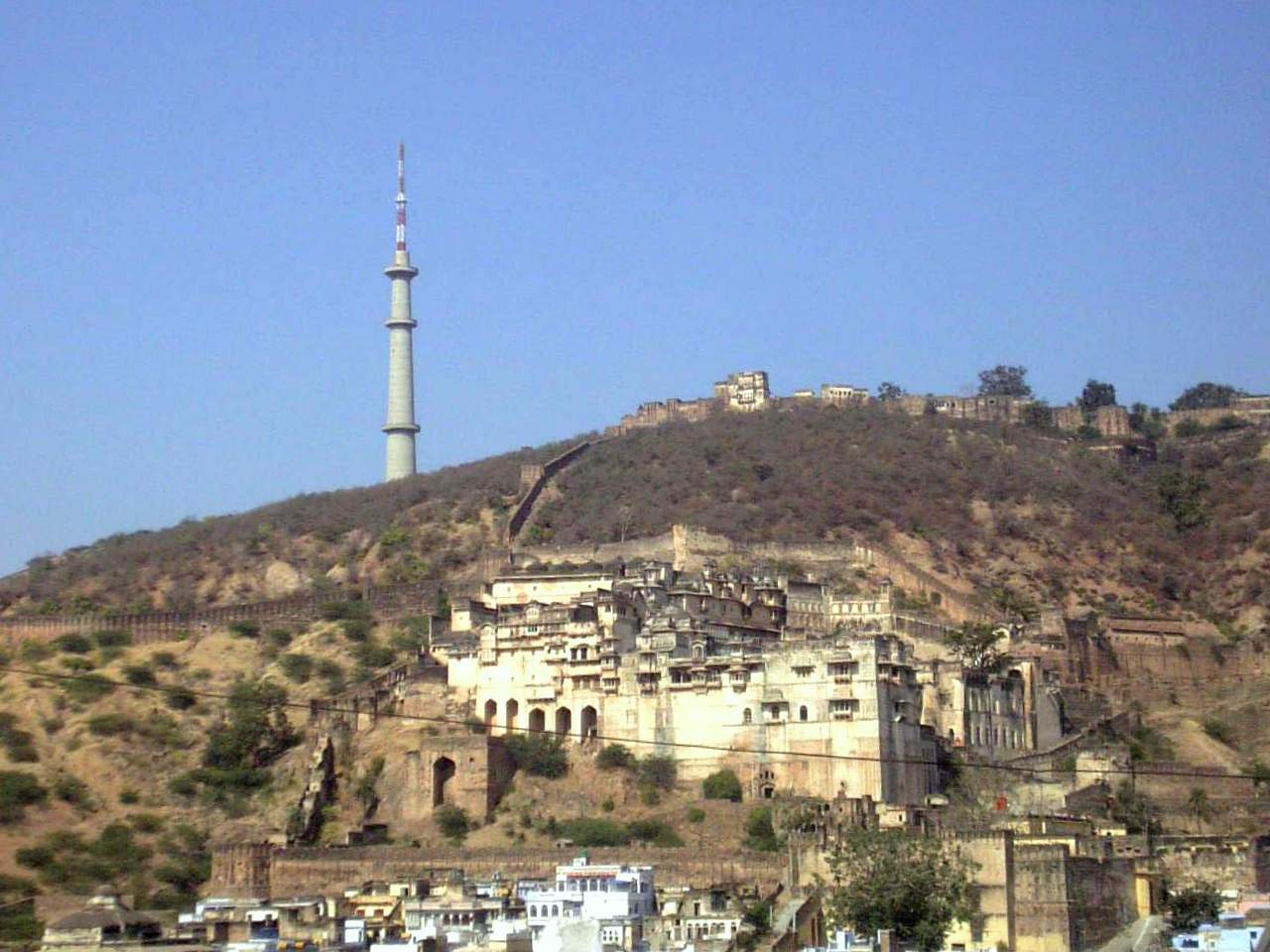
Tárágarh-erőd

## Fordítás
- Ez a szócikk részben vagy egészben  az   Ajmer című angol Wikipédia-szócikk fordításán alapul.  Az eredeti cikk szerkesztőit annak laptörténete sorolja fel. Ez a jelzés csupán a megfogalmazás eredetét és a szerzői jogokat jelzi, nem szolgál a cikkben szereplő információk forrásmegjelöléseként.